# Unholy
„Unholy“ je píseň americké rockové skupiny Kiss vydaná na albu Revenge. Píseň napsali Gene Simmons a Vinnie Vincent. Na albu se Vincent podílel celkem na třech písních ačkoli byl v roce 1984 ze skupiny vyhozen. Jedná se o tvrdou, ale melodickou píseň ve stylu I Love It Loud z roku 1982.

## Další výskyt
„Unholy“ se objevila na následujících albech Kiss:
- Revenge - studio verze
- Alive III - koncertní verze
- The Box Set - edited studio verze
- The Best of Kiss, Volume 3: The Millennium Collection - studio verze
- Kiss Alive! 1975-2000 - koncertní verze Alive III

## Sestava
- Paul Stanley – zpěv, rytmická kytara
- Gene Simmons – zpěv, basová kytara
- Bruce Kulick – sólová kytara, basová kytara
- Eric Singer – zpěv, bicí, perkuse